# Терваканават
Терваканават (фин. Tervakanavat) — канал на реке Каяани на территории одноимённого города в Финляндии.

## Предпосылки строительства
В начале XIX века смола стала основным товаром, который перевозили через город Каяани. Основное производство смолы было сосредоточено в регионе Кайнуу. Частично на необходимость строительства также повлияло общее развитие транспортных связей внутри страны после присоединения Финляндии к Российской империи в 1809 году. Строительство водного пути от озера Оулуярви продолжили обсуждать в 1810-х годах. Так как лодки с бочками смолы нельзя было перевезти прямым сообщением, в Каяани их необходимо было перевозить конными экипажами на расстояние в полтора километра по городу, и частично по его главной улице. Транспортировка была дорогой, так в начале 1820-х годов стоимость составляла 40 копеек с лодки со смолой и еще 9 копеек с каждой бочки со смолой. Это составляло две трети стоимости транспортировки смолы из Кухмо в Оулу. В дополнение к высокой цене, длительность перевозки могла занимать до нескольких дней.

## Строительство канала

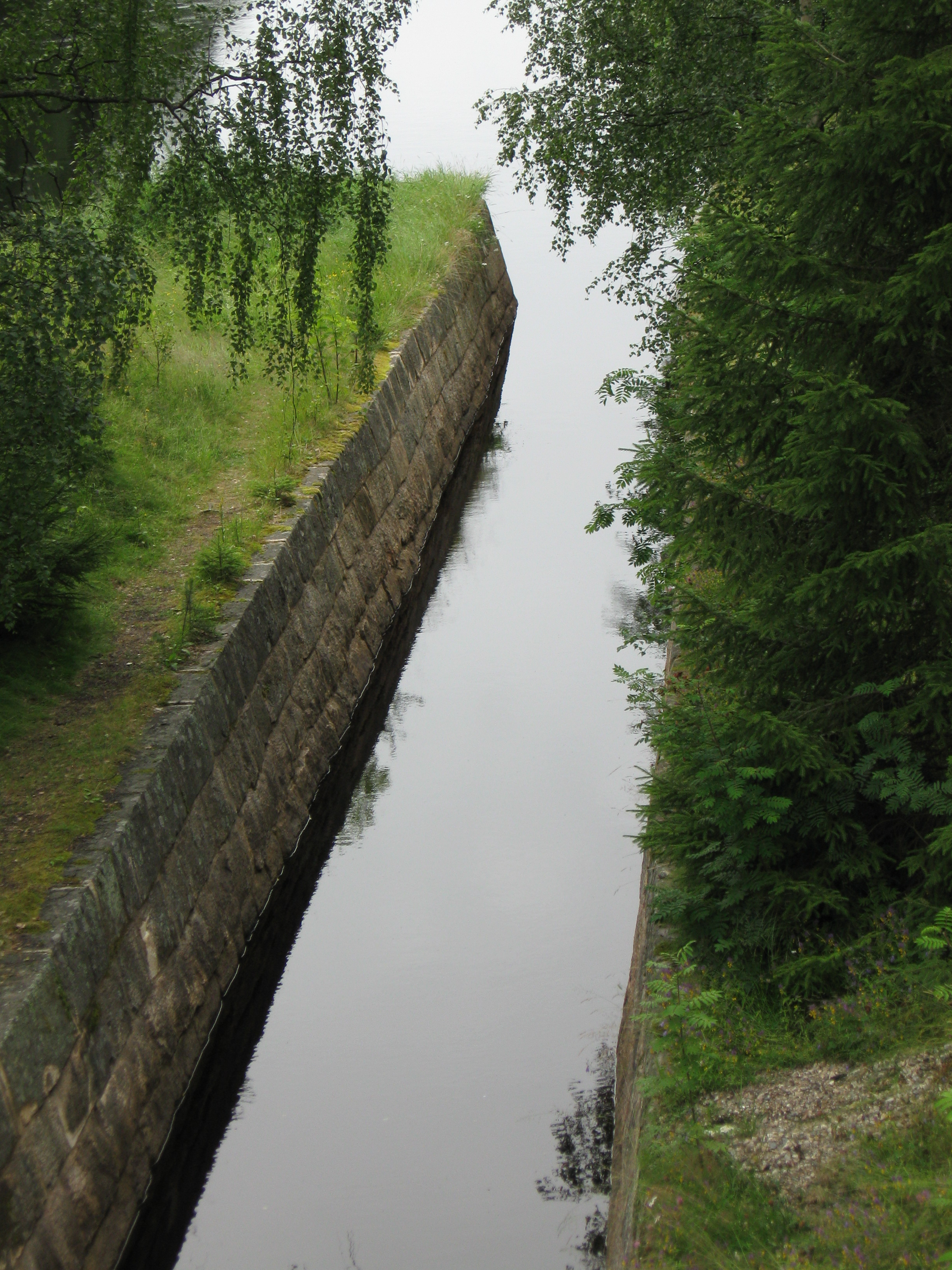
Канал у Аммакоски

Ещё в 1816 году Хенрик Дойч, окружной врач Торнио, посетил Общество экономики Финляндии, чтобы обсудить проблему и рассмотреть вопрос постройки каменного канала в Койвукоски или деревянного канала в Аммакоски. Проект канала был направлен императору Александру I в 1819 году, но получил отрицательное решение в 1822 году. Однако Иоганн Вегелиус построил деревянный канал по обе стороны южного берега сразу после подачи заявки на строительства канала. Канал мог принять лодки с загрузкой от 8 до 13 бочек с дёгтем. В 1830 году под руководством капитана Фредрика Адольфа Халлстрёма деревянные конструкции были заменены на каменные.
Летом 1838 года был предложен план полноценного канала с двумя шлюзами. Работы в 1840 году начались в местечке Койвукоски и были полностью завершены в 1847 году. При строительстве канала было произведено 18 480 взрывов, и 2 901 кубических футов породы было вывезено со стройплощадки. Общая стоимость строительства составила 34 691 рубль и 27 копеек. Канал был открыт для движения пышным празднованием 2 сентября 1846 года у замка Каяани. В первой лодке, прошедшей по каналу, находилось 25 офицеров, а в другой - 30. После этого 18 торговых лодок прошли через канал бесплатно.

## Функционирование

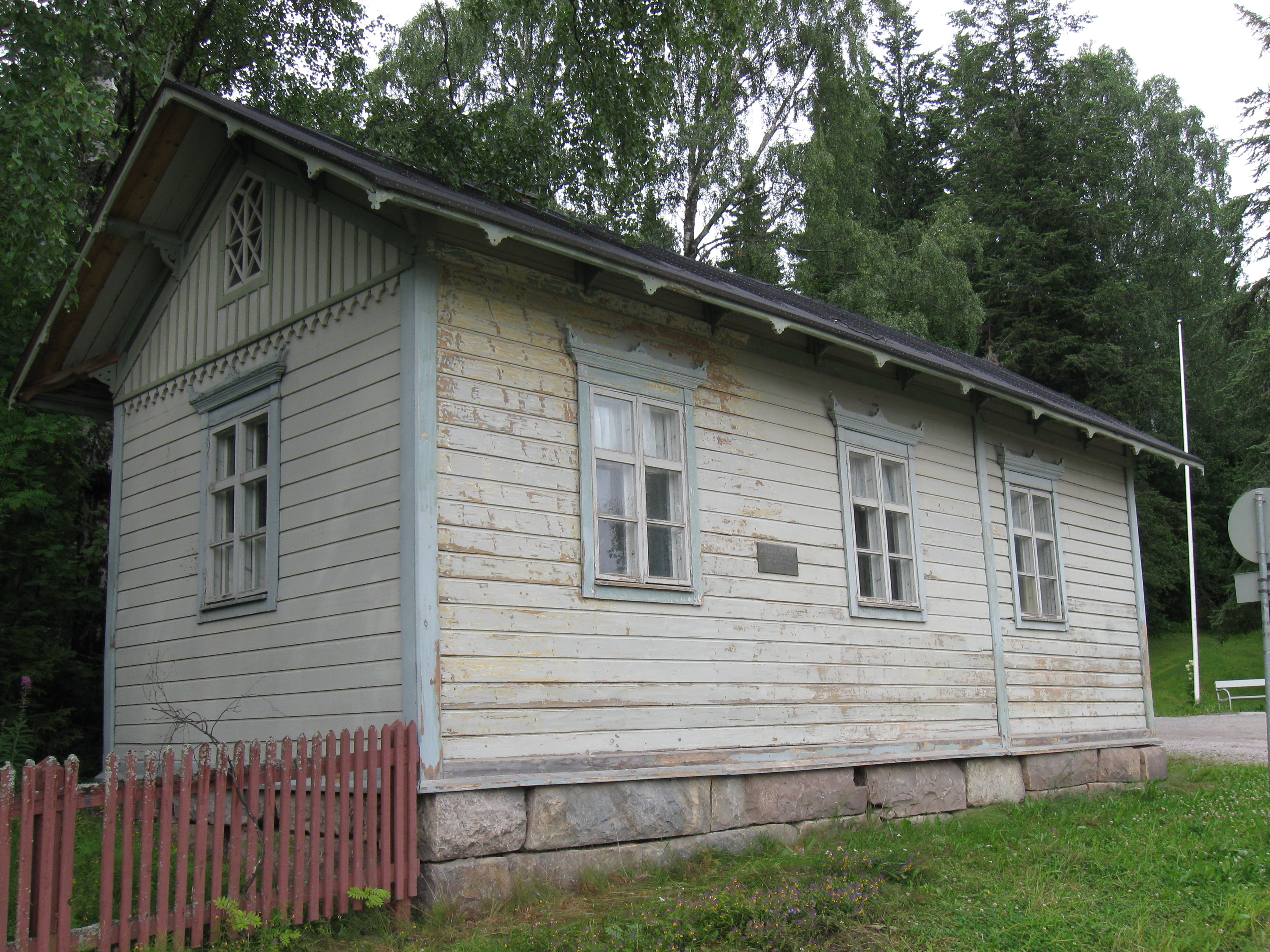
Дом смотрителя канала

Канал требовал постоянного обновления, особенно его деревянная составляющая в районе Койвукоски, которая была подвержена быстрому износу. Первый капитальный ремонт был произведён в 1888 году. Ремонт обходился дороже, чем плата за его использование, что делало его убыточным. В дальнейшем объёмы транспортировки смолы по каналу сократился в связи со строительством железнодорожной станции. В 1900 году Сенат Финляндии принял решении о закрытии канала с 1 января 1915 года. Спустя 70 лет отремонтированный канал с новыми шлюзами был завершён в 1984 году и в настоящее время является единственным функционирующим каналом для перевозки смолы в мире.